# Violaine Huisman
Violaine Huisman, née en 1979 à Paris, est une écrivaine française. Son premier roman, Fugitive parce que reine, a remporté le Prix Françoise Sagan et a été sélectionné pour l'International Booker Prize.

## Biographie

### Enfance et éducation
Violaine Huisman est née en 1979, à Paris,,.
Son père, fils du secrétaire général de l'Élysée et historien Georges Huisman (1889-1957),  est le professeur de philosophie français Denis Huisman (1929-2021), auteur de nombreux ouvrages et manuels scolaires et le créateur de l'École française des attachés de presse. Sa mère, Catherine Cremnitz, est l'auteure d'un roman, Saxifrage. Elle est la troisième femme (sur quatre mariages) de Denis Huisman. Psychologiquement instable, celle-ci mettra fin à ses jours,. 
Elle a une grande sœur, Elsa, et six demi-frères et demi-sœurs plus âgés.
Elle fréquente le lycée Henri-IV à Paris puis réalise une première année en faculté de lettres. À dix-neuf ans, elle s’installe aux États-Unis où elle poursuit ses études par correspondance. Elle obtient une maîtrise de lettres modernes.

### Carrière littéraire
À New York, elle travaille dans l'édition puis traduit des romans. Elle coordonne également les événements littéraires de la Brooklyn Academy of Music et gère des festivals artistiques multidisciplinaires,,. Elle écrit en outre pour des publications telles que The Paris Review.
Le premier roman de Violaine Huisman, Fugitive parce que reine, est publié aux Éditions Gallimard en 2018. Il raconte la vie d'une Parisienne, excessive et dépressive, en partie à travers les yeux de sa jeune fille. Le roman, semblable à de l'autofiction, aborde l'histoire familiale de l'auteure, notamment celle de sa mère,. Il remporte divers prix littéraires, dont le Prix Françoise Sagan et le Prix Marie Claire,,. Le roman est également sélectionné pour l'International Booker Prize 2022 et est inclus dans la liste des 100 livres remarquables du New York Times,.
Puis Violaine Huisman part voyager en Afrique. Elle revient ensuite à New York pour écrire son second roman entre autobiographie et autofiction, Rose désert, sur le thème du voyage et de l'amour, publié en 2019,,,.
Toujours traductrice, en 2021, de retour en France, elle traduit un roman (Nevada d'Imogen Binnie, appartenant à la littérature trans) et un essai philosophique sur la liberté de Maggie Nelson,,,.
En 2024, elle publie son troisième roman chez Gallimard, Les Monuments de Paris. Elle écrit cette fois sur la filiation, en évoquant l'histoire de son père Denis Huisman et de son grand-père George Huisman. Le roman remporte le prix littéraire Who's Who et le prix Anna de Noailles de l'Académie Française.

### Vie privée
Violaine Huisman vit à New York pendant près de deux décennies,.
Puis, pour se rapprocher de son père avant son décès, elle revient en France en 2020. Elle s'installe en Provence afin de scolariser ses deux filles, de six et neuf ans à l'époque, à l’École du Domaine du Possible, à Arles. Son bureau est à Marseille dans le quartier des Grands Carmes.

## Œuvres
- Fugitive parce que reine: roman, Gallimard, coll. « nrf », 2018, 256 p. (ISBN 978-2-07-276562-9)
- Rose désert: roman, Gallimard, 2019, 240 p. (ISBN 978-2-07-285375-3)
- Les monuments de Paris: roman, Gallimard, 2024, 288 p. (ISBN 978-2-07-304422-8)